# Ministère de la Sécurité du peuple
Le ministère de la Sécurité du peuple est un ministère du gouvernement nord-coréen chargé du maintien de l’ordre public.
Il a pour mission le maintien de l'ordre public, le suivi des enquêtes criminelles courantes, la gestion des prisons et le contrôle de la circulation. Il surveille les penchants politiques des citoyens, mène des enquêtes sur leurs antécédents, s'occupe du recensement et des registres d'état civil, contrôle les déplacements individuels, gère les documents classifiés du gouvernement, protège les représentants du gouvernement et du parti unique et patrouille les bâtiments gouvernementaux ainsi que certains chantiers de construction du gouvernement et du parti unique.
Il s’occupe des « centres de correction » (kyohwaso(ko)) en Corée du Nord.

## Liste des ministres

### Ministère de l'Intérieur
- Pak Il-u (2 septembre 1948 à octobre 1952)
- Pang Hak-se (1952 à 1960)
- Pak Mun-gyu (23 octobre 1960 à 23 octobre 1962)
- Pak Sung-chul (1967)

### Ministère de la Sécurité du peuple
- Choe Pu-il (2013 à 2020)
- Kim Jong-ho (2020 à 2021)
- Ri Yong-gil (janvier 2021 à juillet 2021)
- Kim Jong-ho (juillet 2021 à septembre 2021)
- Jang Jong-nam (septembre 2021 à décembre 2021)
- Ri Thae-sop (décembre 2021 à juin 2022)
- Park Su-il (juin 2022 à décembre 2022)
- Ri Thae-sop (28 décembre 2022 à aujourd'hui)